# Ташкент (аэропорт)
Междунаро́дный аэропо́рт «Ташке́нт» и́мени Исла́ма Кари́мова (узб. Islom Karimov nomidagi «Toshkent» xalqaro aeroporti / Ислом Каримов номидаги «Тошкент» халқаро аэропорти; англ. Islam Karimov Tashkent International Airport), также имеет неофициальное название Ташке́нт-Ю́жный (узб. Toshkent-Janubiy / Тошкент-Жанубий; англ. Tashkent Southern) — крупнейший аэропорт Узбекистана, расположенный в городе Ташкенте. Является главным узловым аэропортом (хабом) для национальной авиакомпании Uzbekistan Airways. Расположен внутри территории города Ташкента, в Сергелийском районе, в пяти километрах к юго-востоку от центра города. Один из старейших аэропортов Узбекистана и Центральной Азии.
В январе 2017 года был переименован в честь первого президента Республики Узбекистан — Ислама Каримова.

## Описание
Один из двух (наряду со строящимся аэропортом бизнес-авиации Восточный), а также главный аэропорт Ташкента. Имеет 10 выходов на посадку. Является одним из крупнейших аэропортов стран Средней (Центральной) Азии, третьим по пассажиропотоку после казахстанских аэропортов Алма-Аты и Астаны в среднеазиатском (центральноазиатском) регионе. Ежегодный пассажиропоток ташкентского аэропорта — более восьми миллионов человек. По состоянию на конец 2024 года находится на 8-м месте среди наиболее загруженных аэропортов постсоветского пространства.
Международный аэропорт Ташкент — это крупнейшее авиационное предприятие в Центральной Азии, в структуру которого входят многочисленные службы, обеспечивающие наземное обслуживание пассажиров, грузов и воздушных судов на международном уровне.
Он включает в себя две взлётно-посадочные полосы — южную и северную, соответствующие второй категории ИКАО и позволяющие принимать все типы воздушных судов, перрон общей площадью 100 га со 110 стоянками для дальних и средних магистральных самолётов.
Ташкентский международный аэропорт занимает удобное географическое положение, так как находится на пересечении воздушных трасс, идущих из стран СНГ и Европы в Юго-Восточную, Южную и Восточную Азию и обратно, а также на пересечении трасс, между Европой и Азией. Аэропорт связан воздушным сообщением со многими крупными городами мира, а также почти со всеми областными центрами Узбекистана. Аэропорт несколько раз реконструировался и расширялся, на данный момент имеет два пассажирских терминала.
В аэропорту функционируют четыре магазина беспошлинной торговли (duty free). К оплате, кроме пластиковых карточек, принимаются наличные: узбекские сумы, доллары США, евро и фунты стерлингов. С 2024 года функционирует отель для пассажиров на 24 места.

## Авиакомпании и направления
В 2023 году авиакомпания Silk Avia запланировала полёты из Ташкента в Самарканд, Бухару и Ургенч, а также города Ферганской долины, а авиакомпания Uzbekistan Airways возобновила рейсы в Джакарту.

## Галерея
- Здание аэропорта
- Интерьер
- Здание аэропорта ночью